# Campagna catalana (Asia minore)
La campagna catalana fu combattuta in Asia minore tra il 1303 e 1313 fra catalani, al soldo dell'imperatore bizantino Andronico II Paleologo, e gli ottomani. Il risultato di questa campagna fu una vittoria tattica per i bizantini e una vittoria strategica per gli ottomani.

## La campagna
Nel 1303, il basileus Andronico II Paleologo, assoldò un esercito mercenario, circa di 6 000 fra cavalieri e fanti (gli Almogavari), che costituivano la Compagnia Catalana comandata da Roger de Flor. Andronico II pensò di utilizzare questi mercenari per condurre una campagna militare contro gli ottomani in Asia minore, visto che essi erano in continua avanzata nei territori bizantini. Dopo il loro sbarco a Cizico nel gennaio 1304 i Catalani cacciarono i Turchi che assediavano la città, che fu occupata da loro non senza qualche problema con gli abitanti.
L'inizio della campagna contro i turchi avvenne nell'aprile del 1304. In pochi mesi la Compagnia Catalana riuscì a cacciare i turchi dall'Asia minore. I catalani si gettavano contro i nemici con tale velocità che questi non riuscivano ad utilizzare efficacemente la loro arma principale: l'arco. Roger de Flor giunse fino alle Porte di Ferro nelle montagne del Tauro cilicio, ove nell'agosto del 1305 lui ed i suoi sconfissero i Turchi e catturarono un enorme bottino. A Roger de Flor fu data in feudo la regione, con la sola esclusione delle città.
Sfortunatamente l'intesa fra i catalani e le popolazioni locali era tutt'altro che perfetta: in effetti gli uomini di De Flor, particolarmente gli sregolati Almogavari, commisero parecchi eccessi tanto da far rimpiangere alla popolazione locale l'occupazione turca. Ciò nondimeno i greci non fecero nulla per sistemare le cose, tanto che a Magnesia, allorché Roger de Flor partì per la sua campagna militare, gli abitanti catturarono il bottino della Compagnia ed al ritorno di quest'ultima chiusero le porte della città. I catalani si apprestavano a porre sotto assedio la città, quando furono richiamati da Andronico in Europa a combattere contro i Bulgari.
Nel 1305 infatti lo zar bulgaro Teodoro Svietoslav invase il territorio imperiale e si apprestava ad attaccare i porti del Mar Nero; Michele IX tentò di respingerlo ma fu sconfitto ad Adrianopoli. Tuttavia egli volle prendersi la rivincita e fece appello a Roger de Flor. L'armata bizantina tuttavia vedeva di mal occhio i catalani e si oppose al loro arrivo, per cui Michele scrisse al fratello che l'impiego della Compagnia avrebbe provocato una rivolta nell'armata bizantina.
Così, quando i catalani di Roger de Flor, appena attraversato il Bosforo, si fermarono a Gallipoli, Andronico chiese loro di rientrare in Asia Minore. Roger de Flor, esasperato da questo cambiamento di direzione, si rifiutò e chiese all'imperatore che i suoi uomini fossero pagati, ma ricevette solo modeste somme.
Nal gennaio 1307 Roger de Flor fortificò la penisola, i turchi attaccarono Filadelfia. mentre il re di Sicilia preparava una spedizione per la conquista di Costantinopoli. Andronico, disperato, si riconciliò con Roger de Flor, che venne nominato Cesare, e gli donò in feudo la province dell'Asia. Roger si apprestava ad attaccare i turchi con 3 000 uomini, la situazione migliorava ed i catalani sbarcarono in Asia ma Roger, invitato dal giovane basileus Michele, che lo ricevette sontuosamente ad Adrianopoli (la odierna Edirne), nel corso di un festino in suo onore, il 7 aprile 1307 fu fatto uccidere dagli Alani, un altro gruppo di mercenari al servizio dell'Imperatore, insieme al suo seguito.
Successivamente Michele attaccò Gallipoli, cercando di strappare la città al resto della Compagnia comandata da Berenguer de Entença, che vi era giunto con 9 galere catalane. L'attacco non ebbe successo ma la Compagnia ne rimase decimata.
Sotto la guida di Berenguer d'Entença i catalani massacrarono tutti gli abitanti greci di Gallipoli e vi crearono una specie di stato indipendente ma poco dopo Berenguer de Entença fu catturato dai genovesi. La Compagnia era rimasta con soli 206 cavalieri e 1 256 fanti ed era priva di un comandante definito quando l'imperatore Michele, confidando sulla sua superiorità numerica, la attaccò ma fu sconfitto ad Apros, a sud-ovest di Rodesto, nel luglio dello stesso anno.
L'imperatore bizantino ordinò il massacro di tutti i Catalani ed Aragonesi che vivevano in Costantinopoli, ma l'impero, rimasto privo di truppe, non poté impedire la rappresaglia della compagnia che fu la devastazione della Tracia e della Macedonia per i successivi due anni.
Infine la Compagnia Catalana rivendicò per sé il Ducato d'Atene, di cui si impossessò nel 1313, lasciando l'impero bizantino devastato.
Dopo ciò gli ottomani trovarono sostegno tra parte della popolazione dell'Asia minore, per la riconquista del territorio che i catalani avevano loro strappato, visto che la popolazione era stata vittima dei saccheggi.

## Conseguenze
La campagna Catalana fu l'ultima spedizione da parte di un imperatore bizantino di una campagna in Asia minore, condotta da un forte esercito. Per i turchi ottomani, grazie alle devastazioni compiute dalla compagnia catalana, fu spianata la strada per la riconquista dell'Asia minore.